# Dassault Super Mystère
Dassault Super Mystère – francuski odrzutowy myśliwiec przechwytujący i samolot myśliwsko-bombowy opracowany przez wytwórnię Dassault w latach 50. XX wieku.
Myśliwce Super Mystère służyły we Francuskich Siłach Powietrznych (Armée de l’Air), Siłach Powietrznych Izraela, a także Hondurasu. Samoloty te wykorzystywano m.in. podczas wojny sześciodniowej i wojny Jom Kipur.

## Historia konstrukcji
W grudniu 1952 roku rząd francuski zamówił sześć egzemplarzy przedseryjnych samolotu Mystère IVB – wersji rozwojowej Mystère’a IV wyposażonej w silniki Rolls-Royce Avon RA.7R lub Atar 101G-1 i poprawioną konstrukcją kadłuba.
Pierwszy lot Mystère’a IVB (z silnikiem Avon) nastąpił 16 grudnia 1953 roku. 24 lutego 1954 roku Mystère IVB przekroczył prędkość dźwięku w locie poziomym jako trzeci samolot na świecie (nie licząc maszyn czysto eksperymentalnych) – po YF-100 i I-350 – wyprzedzając pod tym względem konstrukcje brytyjskie, mimo że sam korzystał z brytyjskiego silnika.
Kolejną wersją rozwojową był Mystère XX, różniący się przebudowanym usterzeniem (usterzenie płytowe). Marcel Dassault zmienił nazwę samolotu na Super Mystère, i postanowił wyposażyć go w silnik Avon RA.14, ale Brytyjczycy nie wyrazili zgody na eksport.
Pierwszy Super Mystère B.1, noszący również oznaczenie Mystère IVB1, napędzany silnikiem Avon RA.7R, został oblatany 2 marca 1955 roku przez Paula Boudiera.
Łącznie wyprodukowano 180 egzemplarzy z pierwotnie planowanych 220.
W 1958 roku oblatano dwa prototypowe egzemplarze wersji Super Mystère B.4 z silnikiem Atar 9, ale mimo ich dobrych osiągów nie skierowano tej wersji do produkcji seryjnej.

## Służba we Francji
Pierwszą jednostką francuskich wojsk lotniczych wyposażoną w Super Mystère’y była 10e escadre de chasse z bazy lotniczej Creil; jako kolejne użytkownikami tych samolotów zostały 5e escadre de chasse z Orange i 12e escadre de chasse z Cambrai. Ze względu na brak radaru Francuzi wykorzystywali te maszyny w roli dziennych myśliwców przechwytujących.
Super Mystère’y pozostały w służbie w Armée de l’air do 1977 roku.

## Służba w Izraelu
Izrael zamówił partię Super Mystère’ów B2 w 1958 roku, a pierwsze egzemplarze dostarczono w roku 1959. W izraelskim lotnictwie był to nie tylko pierwszy samolot ponaddźwiękowy, ale także pierwszy wyposażony w dopalacz i spadochron hamujący.
Super Mystère’y rozpoczęły służbę w izraelskim lotnictwie w szeregach 105. Eskadry 11 lutego 1959 roku. Izraelski Super Mystère odniósł pierwsze zwycięstwo powietrzne 28 kwietnia 1961 roku, nad egipskim MiG-iem-17, ale tylko dzięki temu, że egipski pilot popełnił błąd i wpadł w korkociąg. 
Samoloty te wykorzystywano m.in. podczas wojny sześciodniowej i wojny Jom Kipur.